# 大荔人
大荔人头骨化石是中国华北地区旧石器时代的早期智人化石。发现于陕西省渭南市大荔县解放村附近的洛河第三阶地砂砾层之中。
1978年和1980年两次发掘。同出的有石制品和哺乳动物化石。时代为中更新世末期，大约距今20余万年。是中国迄今发现最完整的早期智人化石。大荔人的工具以石英岩石片为主，石器类型单调，器形较小。与大荔人伴生的动物化石有古菱齿象、肿骨大角鹿、鸵鸟等十余种。植物孢粉分析表明当时的气候不像蓝田人生活的时期那样温暖而湿润。大荔人的体制特征介于直立人和早期智人之间，其面部的特征与现代的黄种人比较相似，与欧洲、西亚的早期智人相差较大，所以他代表了早期智人的一个新的亚种。